# Eschbach (Waldshut-Tiengen)
Eschbach ist ein Stadtteil der Kreisstadt Waldshut-Tiengen im Landkreis Waldshut in Baden-Württemberg.

## Geographie

### Lage
Eschbach liegt im Südschwarzwald am Übergang zum Hochrhein, im Tal des Liederbach, eines direkten Rheinzuflusses. Die Gemarkung erstreckt sich über den mittleren Teil des von Norden nach Süden verlaufenden Liederbach-Tals bis auf die Höhen der Bergrücken im Osten und Westen. Der Ort selbst liegt im Tal, etwa 3 km nordwestlich vom Stadtteil Waldshut, auf ca. 463 m ü. NN.

### Ortschaftsgliederung
Zur Ortschaft Eschbach gehört der Weiler Ziegelhütte.

## Geschichte
Urkundlich erscheint der Ort erstmals im Jahr 1150, somit konnte das Dorf im Jahr 2000 sein 850-jähriges Bestehen feiern. Eschbach hatte zeitweise einen eigenen Ortsadel. So wird im Zusammenhang mit einem Lehensverzicht eines Hofes in Warmbach in den Jahren 1269 und 1270 ein Walther von Eschbach genannt, und nochmals 1273 als Bürge wegen eines Gutes zu Bellikon.
Eschbach war auch in die Salpetererunruhen im 18. Jahrhundert involviert. Der bekannteste unter den Eschbacher Salpeterern war Johann „der Preuß“ Marder, zu seiner Zeit Müller von Eschbach.
Eschbach wurde am 1. Juli 1971 in die Stadt Waldshut eingemeindet. Diese fusionierte am 1. Januar 1975 mit Tiengen/Hochrhein zur neuen Stadt Waldshut-Tiengen.

## Einwohnerentwicklung
Einwohnerzahlen von Eschbach inklusive des Weilers Ziegelhütte.
| Jahr | Einwohner |
| ---- | --------- |
| 1871 | 286       |
| 1900 | 246       |
| 1925 | 264       |
| 1939 | 237       |
| 1950 | 293       |
| 1961 | 324       |
| 1970 | 399       |
| 2005 | 464       |
| 2014 | 460       |
| 2023 | 485       |

## Politik
Eschbach ist eine Ortschaft im Sinne des Baden-Württembergischen Kommunalrechts. Die Ortschaft verfügt damit über eine eng begrenzte Selbstverwaltung. Organe dieser Selbstverwaltung sind der Ortschaftsrat und der Ortsvorsteher.

### Ortschaftsrat
Der Ortschaftsrat besteht aus 6 Ortschaftsräten.

### Ortsvorsteher
Seit der Eingemeindung in die Große Kreisstadt Waldshut-Tiengen trägt der Leiter der Ortschaftsverwaltung die Amtsbezeichnung Ortsvorsteher.
Ortsvorsteher ist Matthias Schupp.

## Wirtschaft und Infrastruktur

### Verkehrsanbindung
Als Verkehrsanbindung zur Stadt Waldshut-Tiengen dient eine Gemeindestraße, die zum Stadtteil Waldshut führt. Außerdem besteht ein Anschluss an die direkt am östlichen Ortsrand verlaufende Bundesstraße 500 (Teil der Schwarzwaldhochstraße), die von der B 531 in Triberg im Hochschwarzwald kommend in Waldshut an die B 34 anbindet.

### Bauwerke
- kath. Pankratiuskirche mit barocker Ausstattung:

Die aktuelle Kapelle verdankt Aussehen und Ausstattung der Familie Feinlin, die im 17. Jahrhundert die österreichischen Statthalter in Waldshut stellte. Ihre Skulpturen sind das Werk von Gregori Allhelg aus Baden/Schweiz (1661).
Das Fest des Heiligen Pankratius am 12. Mai ist ein großer Wallfahrtstag für die umliegenden Dörfer.
- Mühle, bereits 1288 als Besitz des Klosters St. Blasien urkundlich erwähnt.
- Schwarzwaldhof, ca. 200 Jahre alt, mit historischer Fassade und Holzlaubengang.
- Wasserschloss, (Teil des Pumpspeicher-Netzwerkes der Schluchseewerke auf dem Haspel).
- Gemeindehaus mit Kelterei („Moschte“), Schlachthaus und Festraum („Gfrüri-Beiz“)

### Sehenswürdigkeiten
- Obstbaumlehrpfad entlang eines Wanderweges zwischen Ziegelhütte und dem Nachbarort Gaiß.
- Haspel, östlicher Hausberg von Eschbach mit Panoramablick auf das Hochrheintal, den Schweizer Jura und die Alpen.
- Waldshut: Nachbarort von Eschbach mit mittelalterlichem Stadtbild.